# 高木雅行 (映画プロデューサー)
高木 雅行（たかぎ まさゆき）は元日活の映画プロデューサー。

## 人物
1954年に日活入りし、映画『黒い潮』で初めてプロデュースを務めた。翌年、市川崑を日活に引き抜き、自ら企画し、市川が監督を務めた『ビルマの竪琴』ではアカデミー国際長編映画賞にノミネートされた。また赤木圭一郎を見出し、日活で俳優になることを勧め、日活に入社させ、赤木の主演の『打倒』、『紅の拳銃』を企画した。その後も1970年まで石原裕次郎、小林旭主演作品など、多くの映画を企画した。
1970年の日米合作映画『トラ・トラ・トラ!』では製作補助として映画化に携わった。

## 主な作品
- 黒い潮 (1954年)
- 青春怪談 (1955年)
- こころ (1955年)
- 乳母車 (1956年)
- 夏の嵐 (1956年)
- ビルマの竪琴 (1956年)
- 知と愛の出発 (1958年)
- 完全な遊戯 (1958年)
- 風のある道 (1959年)
- 逃亡者 (1959年)
- 東京の孤独 (1959年)
- 今日に生きる (1959年)
- ゆがんだ月 (1959年)
- 打倒 (1960年)
- 喧嘩太郎 (1960年)
- 紅の拳銃 (1961年)
- 闇に流れる口笛 (1961年)
- ろくでなし稼業 (1961年)
- 赤い殺意 (1964年)
- 無頼無法の徒 さぶ (1964年)
- 殺人者を消せ (1964年)
- 河内ぞろ　喧嘩軍鶏 (1964年)
- 河内ぞろ どけち虫 (1964年)
- 何処へ (1964年)
- 俺たちの血が許さない (1964年)
- 命しらずのろくでなし (1965年)
- 星と俺とできめたんだ (1965年)
- 刺青一代 (1965年)
- 拳銃無頼帖 流れ者の群れ (1965年)
- 泣かせるぜ (1965年)
- 悪太郎伝　悪い星の下でも (1965年)
- ギャングの肖像 (1965年)
- 夜のバラを消せ (1966年)
- 日本仁侠伝　血祭り喧嘩状 (1966年)
- 大空に乾杯 (1966年)
- 新遊侠伝 (1966年)
- 夜霧よ今夜も有難う (1967年)
- 波止場の鷹 (1967年)
- 対決 (1967年)
- 血斗 (1967年)
- 遊侠三国志　鉄火の花道 (1968年)
- 昭和のいのち (1968年)
- あゝひめゆりの塔 (1968年)
- 嵐の勇者たち (1969年)
- 地獄の破門状 (1969年)
- 日本残侠伝 (1969年)
- 野良猫ロック セックス・ハンター (1970年)
- 女の警察 乱れ蝶 (1970年)
- トラ・トラ・トラ! (1970年)
- 大いなる旅路 (1972年)

## 脚註
1. ↑  “黒い潮”.   文化庁 日本映画情報システム. 2022年8月17日閲覧。
2. ↑  『完本 市川崑の映画たち』、市川崑・森遊机、2015年11月発行、洋泉社、P110～111
3. ↑  “市川崑バイオグラフィー”.   市川崑 公式サイト. 2022年8月17日閲覧。
4. ↑  “The 29th Academy AwardsNominees”.   オスカー公式サイト. 2022年8月17日閲覧。
5. ↑  週刊現代2021年9月4日号「昭和の怪物」研究その134・赤木圭一郎 p.173-180
6. ↑  “打倒”.   日本映画情報システム 文化庁. 2022年8月17日閲覧。
7. ↑  “紅の拳銃”.   日本映画情報システム 文化庁. 2022年8月17日閲覧。
8. ↑  “トラ・トラ・トラ!”.   映画COM. 2022年8月17日閲覧。